# Васильєв Дмитро Йосипович
Дмитро Йосипович Васи́льєв (нар. 21 листопада 1904, Щучинськ — пом. 3 лютого 1980, Київ) — український радянський архітектор, кандидат архітектури з 1961 року; член Спілки архітекторів України з 1935 року.

## Біографія
Народився 8 [21] листопада 1904 року в місті Щучинську (тепер Акмолинська область Казахстану). 1931 року закінчив Томський будівельний інститут. Брав участь у німецько-радянській війні. Нагороджений орденами Червоної Зірки (5 квітня 1944), Вітчизняної війни ІІ ступеня (17 грудня 1944).
З 1953 року викладав у Київському інженерно-будівельному інституті. Помер в Києві 3 лютого 1980 року.

## Споруди і проєкти

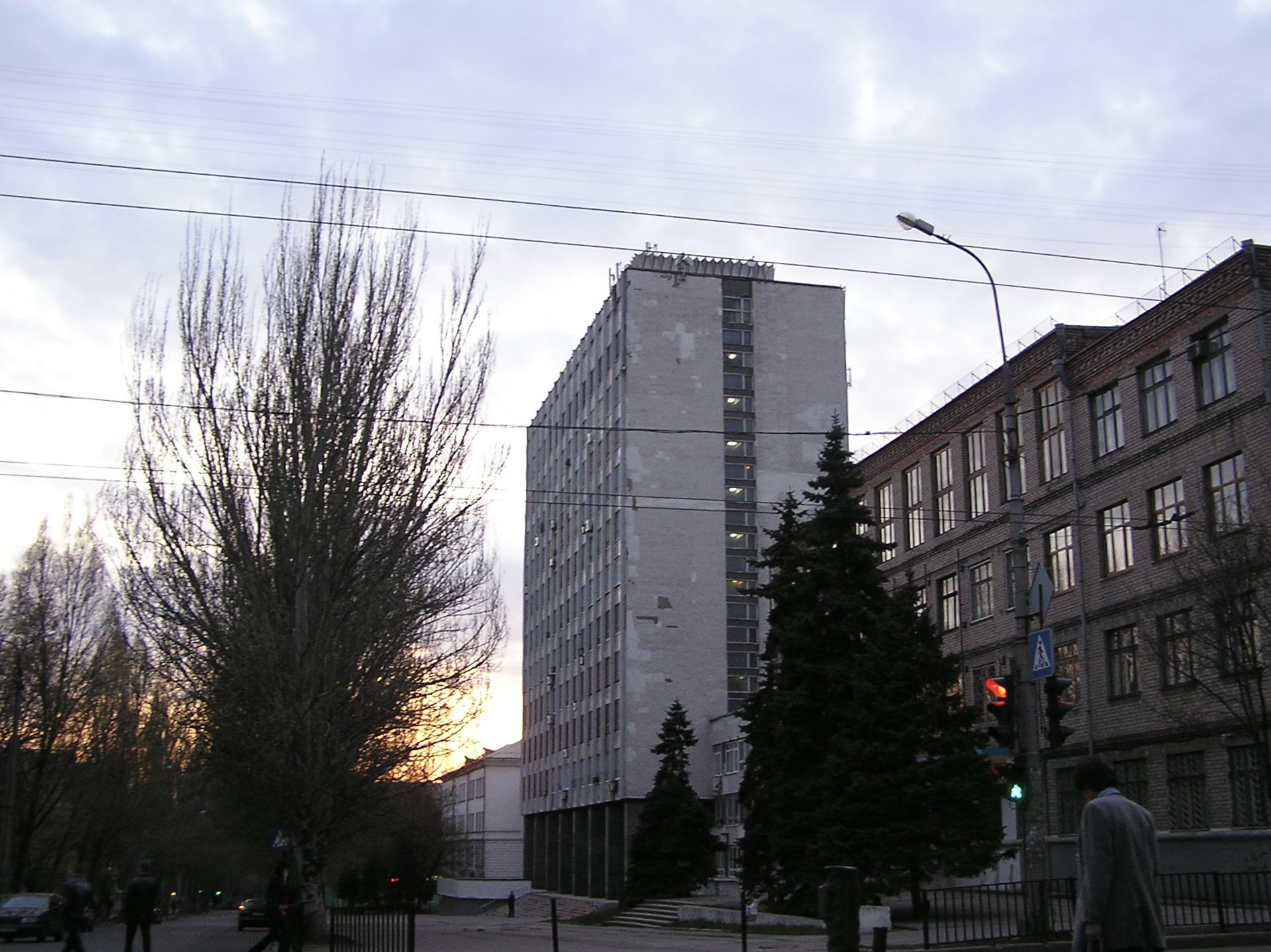
Головний корпус Донецького університету.

- будинок відпочинку працівників вугільної промисловості Караґанди в Щучинську (1934–1935);
- будинок відпочинку в Житомирі (1950, Корбутівка);
- головний корпус Донецького університету (1971, у співавторстві);
- студентський гуртожиток Київського політехнічного інституту (1971).

Брав участь у розробці головних площ міст і селищ міського типу Житомирської області: Овруча, Новоград-Волинського, Радомишля, Народичів, Довбиша. 
Автор наукових статей з питань архітектури та будівництва.